# Mazhar Raslan

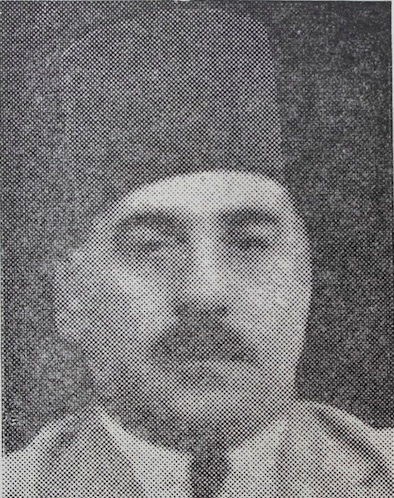
retrato de Mazhar Raslan

Mazhar Raslan (1886 - 28 de maio de 1948) foi uma figura que serviu como primeiro-ministro da Jordânia em 1921-1922.